# 藤倉航装
藤倉航装株式会社（ふじくらこうそう）は、フジクラ（旧：藤倉電線）系の航空機装備品・航空機乗員用保安具・海難防止用具/保安具・宇宙科学観測用具の4事業を柱として展開する企業である。

## 概要
藤倉航装は、国防と人命の安全確保・救難を目的とする人体用落下傘（パラシュート）をはじめ、各種救命装備品を作り続けてきた日本で唯一のメーカーである。
製品が原因となる事故を一件たりとも起こすことなく今日に至っている。
資本的にはフジクラを頂点とするフジクラグループの一員で、藤倉コンポジットとは兄弟会社である。

## 沿革
- 1939年（昭和14年） 藤倉航空工業株式会社 創業
- 1940年（昭和15年） 落下傘の大量生産開始
- 1945年（昭和20年） 藤産業株式会社と商号変更。民需品の生産に転換
- 1951年（昭和26年） 落下傘の生産再開
- 1952年（昭和27年） 行橋に落下傘整備工場開設
- 1953年（昭和28年） 民間機用落下傘（ナイロン）
- 1954年（昭和29年） 保安隊用落下傘（絹）
- 1955年（昭和30年） 空挺用落下傘（55式）・行橋工場閉鎖
- 1956年（昭和31年） 耐G服・クラッシュバリア作動網・ジェット機用落下傘(JB-12)
- 1959年（昭和34年） 藤倉航装株式会社と商号変更、F-86D制動傘
- 1960年（昭和35年） 耐水服・耐寒服・60式空挺用落下傘
- 1961年（昭和36年） 救難隊員投下用落下傘
- 1962年（昭和37年） F-104J用制動傘・ロケット燃料防護服
- 1963年（昭和38年） 米D・C社と技術提携・ジェット機用落下傘(JBA-18)
- 1964年（昭和39年） 高々度与圧服
- 1965年（昭和40年） 救命胴衣
- 1966年（昭和41年） 潜水艦胴衣
- 1967年（昭和42年） ラックアンカー
- 1968年（昭和43年） 米アービン社との技術提携
- 1969年（昭和44年） 船舶急速停止用抵抗体
- 1971年（昭和46年） 国産ジェット機T-2制動傘
- 1972年（昭和47年） 空気式救助マット・F-4EJ用制動傘
- 1973年（昭和48年） 重物料投下器材
- 1976年（昭和51年） 国産ジェットF-1用制動傘
- 1978年（昭和53年） 社屋の改装
- 1980年（昭和55年） 航空被服の難燃化
- 1982年（昭和57年） 加温装具・F-15用パラシュート
- 1983年（昭和58年） イマーションスーツ
- 1985年（昭和60年） 救命胴衣（独立2気室）・T-4用パラシュート
- 1986年（昭和61年） 救命胴衣（自動膨張式）
- 1987年（昭和62年） パラグライダー
- 1988年（昭和63年） 救命胴衣（LPU型）
- 1989年（平成元年） ウォーターマット
- 1990年（平成2年） 船引工場操業
- 1992年（平成4年） 船引工場第2期工事完了
- 1993年（平成5年） 倉庫棟工事完了
- 1995年（平成7年） 風洞試験棟工事完了
- 1996年（平成8年） 衝撃吸収用エアバッグ
- 1997年（平成9年） スーパーソフトランディング
- 1998年（平成10年） F-2用制動傘
- 1999年（平成11年） 創立60周年
- 2000年（平成12年） ISO9001認証取得・空挺傘696MI
- 2001年（平成13年） 耐炎化学防護服
- 2005年（平成17年） 背負落下傘FPB-126型式（緊急脱出用保安落下傘）承認取得
- 2014年（平成26年） 13式空挺用落下傘
- 2021年（令和3年）　戦闘機等の射出座席系統の新たな維持整備態勢を構築[2][3]

## 主要取引先
| - 防衛省 - 海上保安庁 - 気象庁 - 東京消防庁 - 宇宙航空研究開発機構 宇宙科学研究所 - 三菱重工業 - 川崎重工業 | - 富士重工業（現・スバル） - 中国化薬 - 日本電気 - ミネベアミツミ - IHIエアロスペース - 日本飛行機 - アシックス | - 横浜ゴム - 三井E&S造船 - 藤倉コンポジット - 重松製作所 - 島田燈器工業 - NTT-ME - アイレック | - 東レ - 蝶理 - 東京エレクトロン - ホシノ工業 - サカイオーベックス - 栃木富士産業 |

## 生産拠点
- 船引工場 ： 福島県田村市船引町船引字卯田ヶ作